# Велинци
Велинци (хрв. Velinci) су насељено место у општини Кумровец, Крапинско-загорска жупанија, Хрватска.

## Историја
До територијалне реорганизације у Хрватској били су у саставу старе општине Клањец.

## Становништво
У попису становништва из 2011. године, Велинци су имали 104 становника.
| Број становника према пописима | Број становника према пописима | Број становника према пописима | Број становника према пописима | Број становника према пописима | Број становника према пописима | Број становника према пописима | Број становника према пописима | Број становника према пописима | Број становника према пописима | Број становника према пописима | Број становника према пописима | Број становника према пописима | Број становника према пописима | Број становника према пописима | Број становника према пописима |
| ------------------------------ | ------------------------------ | ------------------------------ | ------------------------------ | ------------------------------ | ------------------------------ | ------------------------------ | ------------------------------ | ------------------------------ | ------------------------------ | ------------------------------ | ------------------------------ | ------------------------------ | ------------------------------ | ------------------------------ | ------------------------------ |
| 1857                           | 1869                           | 1880                           | 1890                           | 1900                           | 1910                           | 1921                           | 1931                           | 1948                           | 1953                           | 1961                           | 1971                           | 1981                           | 1991                           | 2001                           | 2011                           |
| 190                            | 203                            | 226                            | 254                            | 253                            | 312                            | 300                            | 305                            | 290                            | 256                            | 225                            | 197                            | 153                            | 130                            | 117                            | 104                            |